# خوان آرمت
خوان آرمت (اسپانیایی: Juan Armet‎؛ ۱۸۹۵ – ۱۹۵۶) یک بازیکن و مربی فوتبال اهل اسپانیا بود.
از باشگاه‌هایی که در آن بازی کرده‌است می‌توان به باشگاه فوتبال اسپانیول و باشگاه فوتبال سویا اشاره کرد. وی سابقه ۶ بازی برای تیم ملی فوتبال اسپانیا را در کارنامه دارد.